# Motor Raid
Motor Raid (モーターレイド?) es un videojuego de carreras lanzado por Sega en su sistema arcade Model 2A en 1997. 

## Visión general
Con sus motos futuristas y la rara habilidad de luchar mientras se compite con el juego tiene inspiraciones obvias tanto de la adaptación de manga y anime de Akira (1988) como de Venus Wars (1989), Wipeout de Psygnosis (1995) para sus planetas futuristas, y de Road Rash. (1991). 
El juego está disponible como un gabinete para uno o dos jugadores, permitiendo un total de 4 jugadores en red. Los modos de juego incluyen "Campeonato" y "Práctica" y hay cuatro personajes jugables, Geila, Gunz, Io y Robin, siendo la cuarta una mujer. 
A diferencia de otros juegos de carreras del Modelo 2A, como Manx TT Superbike o el Sega Rally Championship original, Motor Raid no se adaptó al Sega Saturn o Windows 95. Sin embargo, los esfuerzos para emular el juego en emuladores Model 2 han tenido éxito desde 2004, gracias a ELSemi o Nebula. 

## Jugabilidad
Al igual que con la mayoría de los juegos arcade de motocicletas, la aceleración se realiza girando el acelerador, la dirección se logra inclinando el cuerpo de la moto hacia la izquierda o hacia la derecha, y frenando apretando una palanca. A medida que avanza la carrera, un indicador turbo de tres niveles comenzará a llenarse automáticamente y el jugador puede elegir entre tres tipos de impulsos: un impulso azul corto que está listo cuando el indicador aumenta rápidamente al 100%, un impulso verde más fuerte que requiere el indicador de refuerzo se llena hasta el 200%, y un impulso naranja extremadamente potente que solo se puede desencadenar cuando el indicador de refuerzo se llena al nivel máximo del 300%, y permitirá que el personaje elimine críticamente a los oponentes que están en el camino (para refleja el lema del juego, "No hay piedad para cualquiera que se interponga en el camino"). Los impulsos se activan al esperar que el indicador se llene y girando el acelerador dos veces rápidamente cuando el tipo de refuerzo deseado esté disponible. 
Lo que hace de Motor Raid un juego de carreras más único, sin embargo, es la capacidad de participar en combates a corta distancia en un esfuerzo por aprovechar y mantener el primer lugar. El movimiento de combate primario, ejecutado presionando un botón de "golpe", es hacer girar un arma poderosa (como una espada creciente o una pica de "clavo aplastante") para derribar y frenar a los oponentes. El jugador también puede mantener presionado el botón para lanzar el arma a un oponente de manera sacrificial para golpearlo a larga distancia en un esfuerzo por tomar su arma como reemplazo, pero si el jugador falla o es atacado demasiadas veces, perderá el arma. En tal situación, el jugador puede presionar el botón del puñetazo para lanzar un puñetazo para tener una buena oportunidad de robar un arma de un oponente cercano, o presionar el botón para usar un arma secundaria permanente, como una garra o un látigo, por un cierto tiempo. Los jugadores también pueden presionar un botón de "patada" para detener a los oponentes que se le acercan por detrás para evitar que lo ataquen o adelanten, pero las patadas no son poderosas, ya que no son capaces de derribar al oponente. 
A los jugadores también se les da un tiempo limitado para terminar una carrera, que se puede reponer parcialmente pasando a través de los puntos de control. Si el cronómetro llega a cero, la motocicleta dejará de acelerar y se detendrá, terminando el juego prematuramente si se detiene antes de un punto de control o la línea de meta. Terminar una carrera en una buena posición también puede otorgar al jugador unos segundos de tiempo extra para la próxima carrera. 
Al comenzar una sesión de juego, se le pide al jugador que elija entre los cuatro personajes mencionados anteriormente. Luego se le pide que elija entre competir en el "Campeonato", donde el jugador compite en tres planetas para obtener el primer premio, o hacer una "Práctica" en un curso de cualquiera de los cinco planetas jugables (más un sexto, Segal, si se ingresa un código de trucos). El jugador comienza cada carrera con el arma principal del personaje, el arma secundaria y un indicador de turbo completo al 100%. 
En el modo "Campeonato", el jugador hará una carrera de dos vueltas en el primer planeta, Yendas, y una carrera de una vuelta en otros dos planetas, pero en qué planeta tendrá lugar la próxima carrera depende principalmente de la posición al llegar a la meta. Si el jugador termina primero en las tres carreras, irá al planeta Segal para una carrera extra. Si el jugador termina primero en cada carrera, aprenderá más sobre su personaje elegido como un bono final. Por ejemplo, eliminando completamente el juego, Gelia revelaría que es un cazador que anhela la emoción de cazar presas con sus afiladas garras.

## Etapas
Hay cinco planetas jugables en este juego (más uno sexto, uno secreto), cada uno con su propio terreno único: 
- Yendas : Un planeta desértico donde la pista es típicamente un bucle. Esta será la ubicación de la primera carrera de cada Campeonato, y dura dos vueltas. Las carreras de práctica aquí durarán cuatro vueltas, en lugar de tres.
- I.D.O. : un planeta montañoso con curvas, colinas y saltos.
- Junos : Un planeta frío y nevado.
- Reef8 : Un planeta similar a la Tierra, aunque es en su mayoría oceánico.
- Bowel : Un planeta caliente y volcánico con varios giros y vueltas.
- Segal : una ciudad-planeta futurista en la noche, donde solo los mejores Motor Raiders tienen derecho a competir por la supremacía de las carreras en toda la galaxia. Se pueden ver multitudes de personas en partes de la pista, y un gran avión flotante con cámara captura la acción de la carrera en vivo. Siendo que es una pista secreta, extra, es bastante difícil. También lleva el nombre de SEGA, y contiene una gran estatua de Sonic the Hedgehog moviendo su dedo.

Al tener escenarios referentes a Sonic the Hedgehog, una de las armas especiales de Motor Raid es la Piko Piko Hammer de Amy Rose que es obtenible sólo en la etapa de Segal. Esta arma se obtiene al lanzar el arma que posee el personaje por critical (el "lock on" manteniendo presionado el botón de ataque y luego soltarlo cuando haya marcado a un rival. Esta es la manera más segura de conseguirla) o robársela con un ataque especial o desarmado a uno de los personajes genéricos o clónicos que la posee (no aplica a los originales Robin, I.O., Geila y Gunz que tienen sus propias armas). Al parecer cuando se golpea al oponente con la Piko Piko Hammer, hace el mismo sonido y el efecto visual de las estrellas que en Sonic the Fighters (donde Amy también aparece con su nombre de Rosy the Rascal) si consideramos que Motor Raid fue creado en 1997 y Sonic the Fighters es de 1996. El arma aparece con el nombre de "P. Hammer" y es de color Rosa, al igual que en el juego de luchas del erizo.            
En el modo "Campeonato", uno usualmente tiene tres carreras (a menos que ocupe el primer lugar en todas ellas, entonces es 4) y siempre comienzan en Yendas. Terminar la carrera en 1er lugar cambia la siguiente etapa a una más difícil que si se logra el 2º o más bajo lugar. Las carreras son las siguientes:  
- Yendas → Junos (si termina primero en Yendas) → Bowel (si termina primero en Bowel) → Segal (si se llega primero en Bowel, de lo contrario, el juego termina)

- Yendas → Junos (si termina primero en Yendas) → Reef8 (si termina segundo en Yunos)

- Yendas → Ido (si termina segundo en Yendas) → Junos (si termina primero en Ido)

- Yendas → Ido (si termina segundo en Yendas) → Reef8 (si termina segundo en Ido)

- Yendas → Junos (si termina primero en Yendas) → Ido (si termina cuarto en Junos)

## Banda sonora oficial
Una banda sonora oficial de Motor Raid fue lanzada el 21 de enero de 1998 por Marvelous Entertainment . La banda sonora también incluye música del posterior juego de arcade Sega, Sega Water Ski. 